# In der Hölle ist der Teufel los!
In der Hölle ist der Teufel los! ist eine US-amerikanische Filmkomödie von Henry C. Potter aus dem Jahr 1941. Es handelt sich um eine turbulente Verfilmung des Broadway-Musicals Hellzapoppin vom Komikerduo Olsen und Johnson. Der Film erfreut sich großer Beliebtheit in der Swingtanzszene, da er eine der frühesten (und rasantesten) Filmaufnahmen von Swingtanz enthält.

## Handlung
Im Vordergrund stehen Wortwitz, visuelle Gags und skurriler Blödsinn. Die Handlung ist recht verworren und gibt vor allem den Rahmen für alles, was in einen Hollywoodrevuefilm der 40er-Jahre gehört: romantische Liebeslieder, burleske Gesangsnummern, Tanz- und Akrobatikeinlagen, Wasserballett (Olive Hatch Water Ballet) und große Tanzszenen, darunter eine rasante Musik- und Lindy-Hop-Tanznummer der Whitey's Lindy Hoppers (als „Harlem Congeroo Dancers“ mit Frankie Manning) und eine mit Martha Raye und Dean Collins. Des Weiteren wirken das Duo Slim & Slam (Slim Gaillard und Slam Stewart) sowie (ungenannt) der Trompeter Rex Stewart mit.
Gleich in der Eingangssequenz wird jede Logik aufgelöst durch einen Dialog zwischen Film und „Realität“ im Vorführraum eines Kinos. Alles beginnt als Film im Film, der sich aber als Filmaufnahme herausstellt. Die Filmaufnahme wird abgebrochen, weil der Regisseur mit dem Drehbuch unzufrieden ist, er will eine Liebesgeschichte. Also gehen die Hauptdarsteller Ole und Chic sowie der Regisseur durch verschiedene Filmkulissen (in einer wird auf Citizen Kane von Orson Welles angespielt) zu dem jungen Drehbuchautor Harry Selby.
Der Regisseur erklärt die neue Story: „Es ist ein Film über einen Film über ein Broadwaystück“ und zeigt sie auch gleich in einem Filmausschnitt. Die Geschichte beginnt in einer Villa in Long Island. Dort soll auf einem Wohltätigkeitsfest eine Revue aufgeführt werden. Jeff Hunter ist der Autor, Regisseur und Kulissenmaler. Kitty Rand, die Millionärstochter, will sich ihren Schauspielerinnentraum darin erfüllen. Kitty und Jeff stecken in einer unausgesprochenen Liebe, aber Kitty soll nach dem Willen der Eltern Woody Taylor heiraten, Jeffs besten Freund. Jeff will daher auf Kitty verzichten.
Ole und Chic helfen als Requisiteure, die Revue auf die Beine zu stellen. Um ihrem Freund Jeff bei Kitty weiterzuhelfen, beschließen sie, Kitty vor Woody schlecht zu machen. Woody glaubt, dass Kitty und der russische Adelige Pepi ein Verhältnis haben, und will Kitty aufgeben. Jeff könnte Kitty nun heiraten, zumal seine Revue ihm den lang erhofften Durchbruch bescheren könnte, da ein wichtiger Broadway-Produzent Interesse bekundet hat. Doch als Woody Ole und Chic erzählt, was er beobachtet hat, glauben sie, auch Jeff vor Kitty „beschützen“ zu müssen, indem sie die Revue sabotieren. Dadurch wird die eher langweilige Revue aber zu einem großen Lacherfolg, und der extra angereiste Broadway-Produzent kauft die Revue.
Der Film endet wieder im Filmstudio, wo Ole und Chic sich sehr zufrieden mit dem Drehbuch zeigen und das Studio verlassen, der Regisseur hingegen ist entsetzt darüber. Harry Selby verteidigt sich: „Ich habe mal Hellzapoppin in New York gesehen und fand es sehr lustig“.

## Entstehung
| Figur                   | Darsteller    | Deutscher Sprecher     |
| ----------------------- | ------------- | ---------------------- |
| Ole Olsen               | Ole Olsen     | Wolfgang Eichberger    |
| Chic Johnson            | Chic Johnson  | Werner Lieven          |
| Betty Johnson           | Martha Raye   | Sigrid Hackenberg      |
| Quimby, Privatdetektiv  | Hugh Herbert  | Alfred Balthoff        |
| Kitty Rand              | Jane Frazee   | Inge Landgut           |
| Jeff Hunter             | Robert Paige  | Axel Monjé             |
| Pepi                    | Mischa Auer   | Erich Fiedler          |
| Filmregisseur           | Richard Lane  | Friedrich Schoenfelder |
| Woody Taylor            | Lewis Howard  | Helmut Ahner           |
| Mr. Rand                | Clarence Kolb | Georg Gütlich          |
| Mrs. Rand               | Nella Walker  | Friedel Schuster       |
| Louie, Filmvorführer    | Shemp Howard  | Benno Hoffmann         |
| Harry Selby             | Elisha Cook   | Wolfgang Draeger       |
| Bote (sucht Mrs. Jones) | Frank Darien  |                        |
| Dirigent                | Gus Schilling |                        |
| Max Kane, Produzent     | Andrew Tombes |                        |
| Slim & Slam             |               |                        |

Das Musical Hellzapoppin von und mit Ole Olsen und Chic Johnson lief am Broadway vom 22. September 1938 bis 17. Dezember 1941 und war mit 1404 Aufführungen eine der erfolgreichsten Produktionen seiner Zeit. Musik und Texte der Bühnenfassung schrieben Sammy Fain und Charles Tobias. Im Film sind zu hören:
- Waiting for the Robert E. Lee (Lewis F. Muir and L. Wolfe Gilbert) – Martha Raye and chorus
- Watch The Birdie (Don Raye, Gene de Paul) – Martha Raye and The Six Hits with orchestra
- You Were There (Don Raye, Gene de Paul) – Jane Frazee with orchestra
- Heaven for Two (Don Daye, Gene de Paul)
- Hellzapoppin' (Don Raye, Gene de Paul) – The Six Hits
- Putting on the Dog (Don Raye, Gene de Paul)
- Congeroo (Don Raye, Gene de Paul)
- Conga Beso (Don Raye, Gene de Paul)

Den Lindy Hop der Whitey's Lindy Hoppers choreografierte Frankie Manning. Der Stuntman Dale Van Sickel spielt Frankensteins Monster während der Aufführung der Revue. Das macht ihn zu dessen erstem Filmdarsteller nach Boris Karloff. Lena, die auf dem ganzen Set nach „Oscar!“ schreit, ist eigentlich Chick Johnsons Ehefrau Catherine.

## Rezeption
In der Hölle ist der Teufel los wurde mit überwiegend positiven Kritiken bedacht. Das Heyne Filmlexikon schrieb im Jahre 1969: „… Optische und sprachliche Gags, jede Menge Kalauer. Eine Bombe für Freunde des höheren Blödsinns.“ Der Evangelische Filmbeobachter war weniger begeistert: „Parodie auf den Versuch, ein Broadway-Erfolgsstück durch einen Film zu parodieren. Unterhaltsam für diejenigen, die gelegentlich einmal nicht mehr als eine reine Lachbombe sehen wollen.“ Cinema schrieb, es sei ein „rasant-alberner Film-im-Film“: „Diese parodistische filmische Turbulenz ist eine Art Kentucky Fried Movie der 1940er – mit spritziger 'Lindy Hop'-Einlage, die den Tanzfilm von heute ganz alt aussehen lässt.“ Marie Anderson hält in kino-Zeit.de den Film für solide und sorgfältig gestaltet. Für sie ist das Werk ein lebendiges, anschauliches Relikt aus der Zeit der großen Bühnenshows mit ihrer prächtigen Nostalgie, die sich in einem dichten Klamauk entlädt, der heute allerdings eher wehmütig als witzig wirkt, nichtsdestotrotz aber zum Dauerschmunzeln einlädt.
Das Lied Pig Foot Pete von Gene De Paul (Musik) und Don Raye (Text) wurde 1943 für den Oscar in der Kategorie „Bester Song“ nominiert und dabei Hellzapoppin zugeordnet. In Wahrheit kam er dort gar nicht vor, sondern stammte aus dem Abbott-und-Costello-Film Keep ’Em Flying (1941).
Dan Rowan und Dick Martin fanden im Film die Hauptinspiration für ihre Comedy-Show Rowan & Martin's Laugh-In (1967).
Das American Film Institute nahm den Film im Jahr 2000 in die Vorauswahl für die Liste „100 Jahre … 100 Lacher“.

## Veröffentlichung
- Kino USA: 26. Dezember 1941, New York[9]
- Kino BRD: 2. Februar 1960[10]
- DVD 2007 in Großbritannien bei SECOND SIGHT
- DVD 2009 in Deutschland bei Ufa

## Zeitgenössische Anspielungen
Ole Olsen und Chic Johnson aktualisierten bereits die Bühnenfassung während der Laufzeit mit immer neuen Bezügen. Auch im Film brachten sie unzählige Seitenhiebe auf die Unterhaltungsindustrie der 1940er unter:
- Mischa Auer spielt „einen echten russischen Adeligen, der vorgibt, ein falscher russischer Adliger zu sein“. Dies persifliert Michael Romanoff, den Besitzer des populären Hollywood-Restaurants „Romanoff’s“. Dieser bezeichnete sich als russischer Prinz und Neffe von Zar Nikolaus II., was aber in Hollywood weithin als Lüge bekannt war. Tatsächlich hieß er Harry F. Gerguson und verdiente sich vor der Öffnung seines Restaurants als Hosenbügler in Brooklyn. Aus diesem Grund sagt Auer im Film zu dem zweiten Auslandsrussen: „Es ist besser, man kennt mich als falschen russischen Prinz. Wenn jemand wüsste, dass ich ein echter wäre, würde die Neuheit nachlassen und niemand würde mich wollen.“
- Ole Olsen und Chick Johnson kommentieren einen Kinderschlitten an einem Filmset mit den Worten: „Ich dachte, man hat ihn verbrannt.“ Das spielt an auf den berühmten „Rosebud“-Schlitten aus Orson Welles’ Citizen Kane (1941).